# Eustomias jimcraddocki
Eustomias jimcraddocki és una espècie de peix de la família dels estòmids i de l'ordre dels estomiformes.

## Morfologia
- Els mascles poden assolir 14,3 cm de longitud total.[1][2]

## Hàbitat
És un peix marí i d'aigües profundes que viu fins als 809 m de fondària.

## Distribució geogràfica
Es troba al nord-oest de l'Atlàntic.